# Cláudio Pacheco Brasil
Cláudio Pacheco Brasil (Campo Maior 11 de maio de 1909 - Teresina, 14 de março de 1993) foi um professor, escritor e jurista brasileiro.

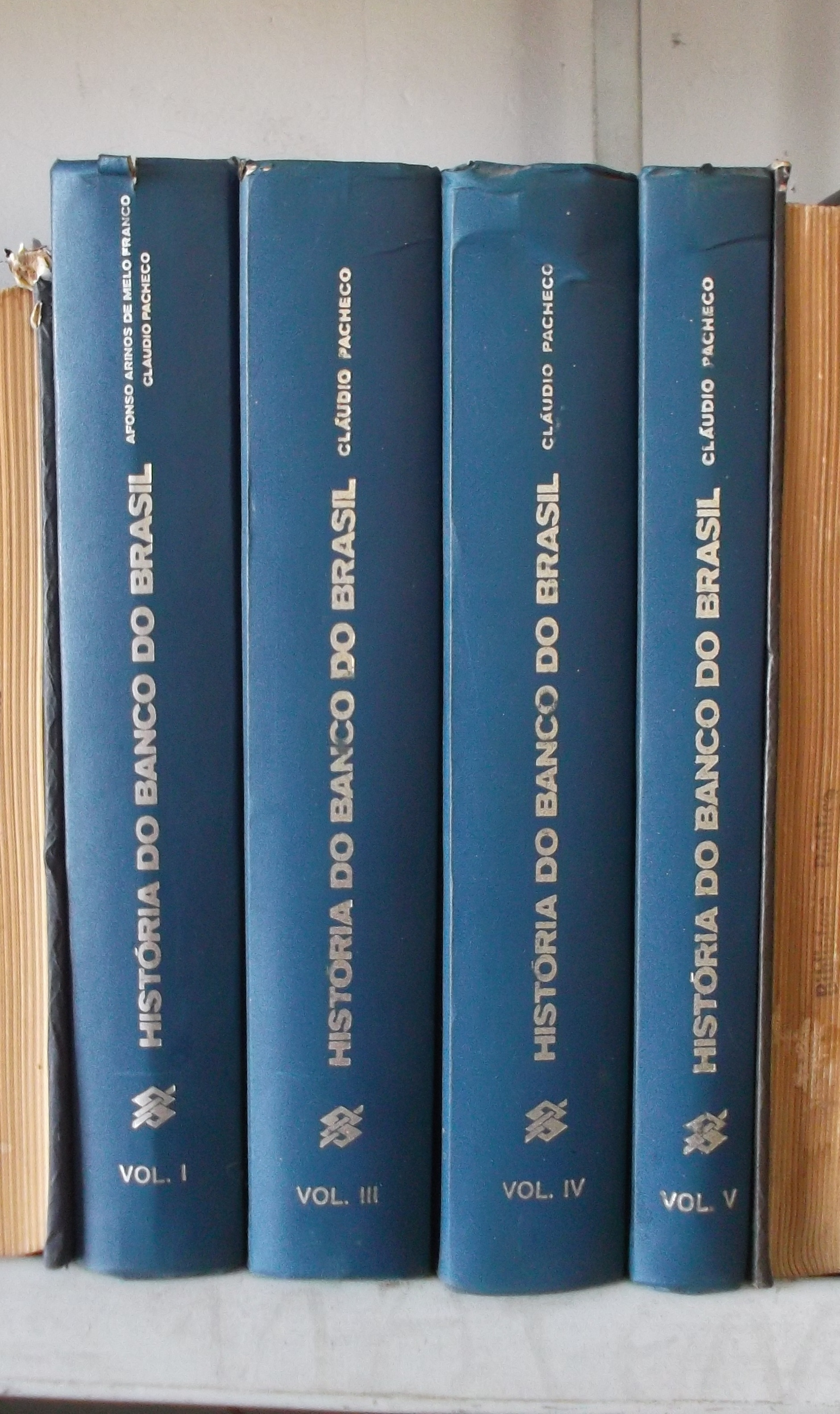
Obra em parceria do Afonso Arinos de Melo Franco sobre o Banco do Brasil, instituição onde Cláudio Pacheco foi funcionário concursado.

## Biografia
Em 1931 formou-se em Direito pela Universidade do Brasil. Foi professor de Direito Constitucional da Faculdade de Direito do Piauí, em 1935 foi eleito deputado estadual; em 1957 foi Conselheiro da delegação do Brasil à Assembléia Geral da Organização das Nações Unidas;  Assessor parlamentar da Presidência da República (1956 a 1957) e foi suplente de senador quando o irmão Sigefredo Pacheco foi senador de 1963 a 1971.
Sua principal obra foi o Tratado das Constituições Brasileiras, e Novo Tratado das constituições Brasileiras, em 1990
Membro da Academia Piauiense de Letras, é patrono da cadeira 4 da Academia Campomaiorense de Artes e Letras.

## Deputado estadual
Como deputado estadual foi um dos constituintes da Assembleia Legislativa Estadual Constituinte que elaborou e promulgou a Constituição do Estado do Piauí de 1935.

## Obras

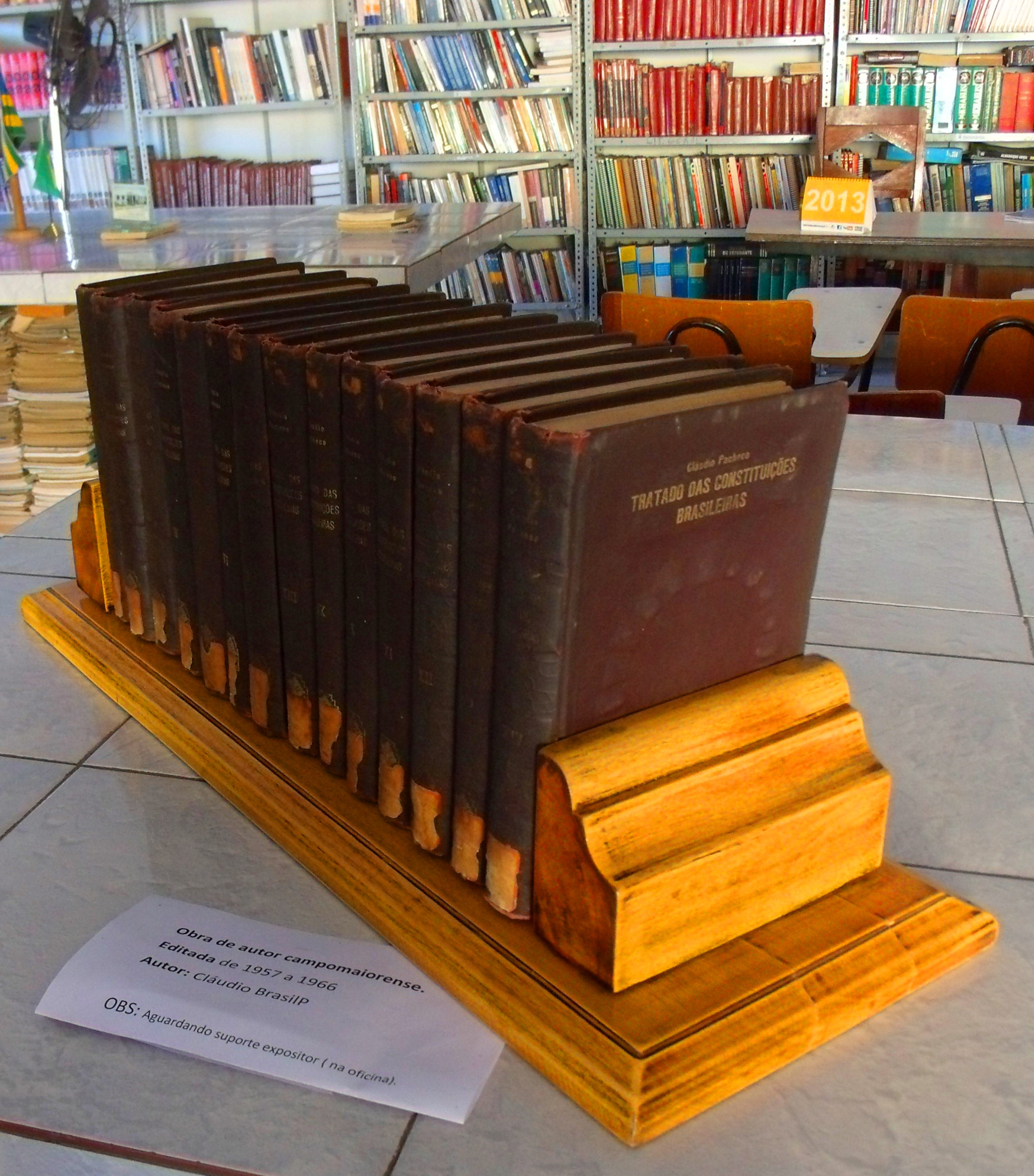
Os 14 volumes de Tratado das Constituições Brasileiras em um suporte para coleções na Biblioteca Pública de Campo Maior, terra natal de Cláudio Pacheco Brasil

- Tratado das Constituições Brasileiras (14 volumes)
- As Pedras Ficaram Magras (romance)
- História do Banco do Brasil (5 volumes)
- Luzes e Água na Planíce (poemas)
- Roda Viva (romance)

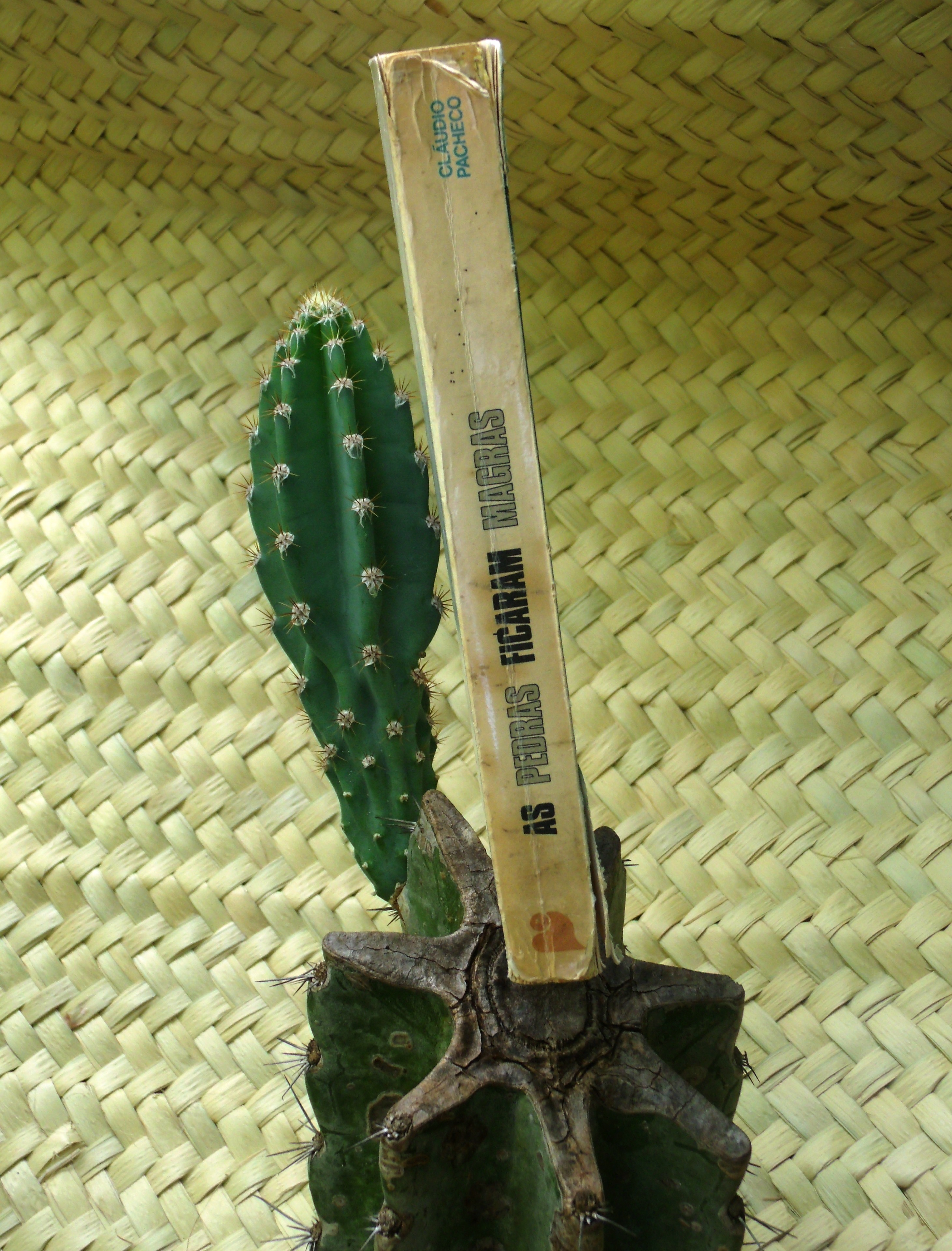
As pedras ficaram magras, publicação de 1974.
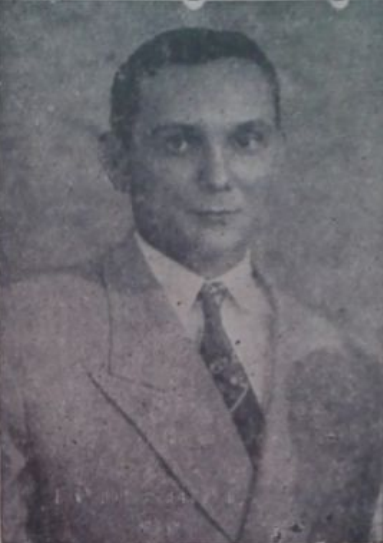
Cláudio Pacheco em 1945 (Imagem: Almanaque da Parnaíba).